# Sleep My Love
Sleep My Love ist ein Jazz-Album von Philip Catherine, Charlie Mariano und Jasper van’t Hof, das im Jahr 1979 aufgenommen wurde und bei CMP Records veröffentlicht wurde.

## Hintergrund
Das Album wurde im Dezember 1978 und Januar 1979 in Kopenhagen aufgenommen. Die drei Musiker spielen verschiedene akustische und elektrisch verstärkte Instrumente. Mariano spielt Alt- und Sopransaxophon, Flöte und das indische Nagaswaram, das er auch schon auf dem Embryo-Album We Keep On spielte.
Catherine spielte neben der elektrischen und akustischen Gitarre auch eine Art Gitarrensynthesizer, während van't Hof akustisches und elektrisches Piano sowie Synthesizer und Kalimba bedient. 
Die Stücke auf dem Album wurden bis auf das letzte, das von Schönberg komponiert wurde, von den drei Musikern geschrieben.

## Kritik
Das Rough Guide to Jazz nannte das Album eines der schönsten Alben der 1970er von einem Trio von Gleichen. 
The Penguin Guide to Jazz Recordings verlieh dem Album die zweithöchste Bewertung; die Autoren befanden, Sleep My Love sei ein „absolut umwerfendes Album“; es erreiche „eine fast perfekte Mischung der instrumentalen Stimmen“; neben Catherines Titel „Janet“ sei dessen Arrangement von Arnold Schönbergs Verklärte Nacht beachtenswert.

## Titelliste
1. Sleep My Love 4:00 (C. Mariano)
2. 5 Pages 6:24 	(Jasper Van't Hof)
3. Le Sept Boules De Christal 	5:52 (P. Catherine)
4. Scrabble 2:42 (Jasper Van't Hof)
5. Janet 	7:45 (P. Catherine)
6. Smell Of Madras 5:27 (C. Mariano)
7. Improvisation On A Theme Of Schönbergs Verklärte Nacht 6:57 (arrangiert von P. Catherine; komponiert von A. Schönberg)